# Deutonura sinistra
Deutonura sinistra is een springstaartensoort uit de familie van de Neanuridae. De wetenschappelijke naam van de soort is voor het eerst geldig gepubliceerd in 1935 door Denis.